# Calliopekolibrie
De calliopekolibrie (Selasphorus calliope synoniem: Stellula calliope) is een tot 8 cm grote vogel die behoort tot de familie van de Trochilidae en de orde Apodiformes. Het is de kleinste broedvogel van Noord-Amerika ten noorden van Mexico.

## Kenmerken
De volwassen mannetjes hebben een magenta-rood gestreepte kraag en zijn geelbruin aan de onderzijde. De vrouwtjes en jonge vogels missen deze gekleurde kraag.

## Verspreiding en leefgebied
De calliopekolibrie broedt in het westen van Noord-Amerika en overwintert in het zuidwesten van Mexico. Tijdens de voorjaarstrek naar het noorden volgen de vogels de kust van de Grote Oceaan, omdat er in de besneeuwde bergen nog geen nectar en insecten zijn te vinden. Tijdens de najaarstrek volgen ze wel de bergruggen, waarbij late bergbloemen de voornaamste voedselbron vormen.

## Gedrag
Het mannetje vormt zijn territorium rond zijn favoriete voedselplanten. Hij verdrijft met agressief vertoon indringers door in grote U-bochten te vliegen.

## Voortplanting
Een paartje bouwt een nest van pluis en spinnenwebben in een boom aan de rand van naaldbos. Na vijftien dagen broeden komen twee eieren uit. Na twintig dagen kunnen de jongen al vliegen. Zodra de jongen zelfredzaam zijn verjaagt het vrouwtje hun van haar eigen voedselbronnen.

## Status
De grootte van de populatie is in 2019 geschat op 4,5 miljoen volwassen vogels. Op de Rode lijst van de IUCN heeft deze soort de status niet bedreigd.  

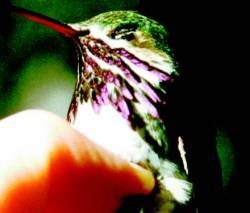
mannetje